# Histoire de Laval au XVe siècle
Cet article concerne la ville française. Pour la ville canadienne, voir Laval (Québec), § Histoire.
L'histoire de Laval au XVe siècle

## Collège de Laval
En 1425, Laval possède un collège, où on enseigne les humanités. Dans un concordat du 25 juillet 1425 relatif à la fixation de la juridiction des curés de la Trinité et de Saint-Tugal, il est désigné comme étant de cette dernière paroisse.

## La guerre de Cent Ans
Pendant la guerre de Cent Ans, Laval est prise par les Anglais en 1428 puis par les Français l'année suivante. En 1428, l'archidiacre de Laval est l'humaniste et religieux Guillaume Fillastre. La ville est prise tour à tour par chacun des belligérants.
Pendant la guerre de Cent Ans, la ville fut prise tour à tour par chacun des belligérants.
La guerre occasionne d'importants dégâts, et toute la ville est reconstruite après le retour de la paix. Les maisons à colombages encore visibles dans le centre-ville ne sont donc pas antérieures au XVe siècle. Vers 1450, Guy XIV de Laval fait remanier le logis du château et des travées à lucarnes sont ajoutées aux façades au début du XVIe siècle.
Au sortir des affres de la guerre de Cent Ans qui désola la région de 1417 à 1449, la cité se releva rapidement de ses ruines. Le développement fut tel qu'elle dut bientôt, pour sa sécurité, s'enfermer dans une enceinte fortifiée. À partir de cette époque, les maisons à pans de bois sont en partie reconstruites et embellies. L'architecture vernaculaire recense des maisons à colombage dont les murs sont constitués d'une charpente de solives en bois, verticales ou obliques, le remplissage étant fait de briques ou de matériaux légers. Les étages s'avancent sur la façade, formant un encorbellement en marches d'escalier.
On joue à la Quintaine, et à la Soule.

## Comté de Laval
Pour l'Art de vérifier les dates, le jour même de la cérémonie de son sacre (17 juillet 1429), Charles VII, dans un conseil nombreux qu'il tint, érigea la baronnie de Laval en comté, relevant nument du roi, par lettres qui furent vérifiées au parlement le 17 mai 1431. Ces lettres sont fondées sur les motifs les plus honorables qu'elles énoncent, la grandeur et l'ancienneté de la maison de Laval, son immuable fidélité envers la couronne, les services importants qu'elle lui a rendus, les armées levées à ses dépens pour le besoin de l'État, les pertes qu'elle a essuyées de ses villes et de ses châteaux, etc.. Pour plus grande distinction, le roi, dans ces mêmes lettres, donna le titre de cousin au comte de Laval, et lui accorda le même rang et les mêmes honneurs dont jouissaient alors les comtes d'Armagnac, de Foix et de Soissons, auxquels il n'était guère inférieur en puissance, ayant dans la dépendance de son comté cent cinquante hommages, parmi lesquels se trouvaient quatre terres titrées, trente-six châtellenies, et en tout cent douze paroisses. Enfin, le roi, dans le même temps, fit chevaliers le nouveau comte et André de Lohéac, son frère Youen. À partir de cette époque, les comtes de Laval prirent place parmi les anciens pairs du royaume.
Charles d'Anjou, comte du Maine, pour conserver l'hommage et la supériorité sur la seigneurie de Laval, s'opposa à cette érection, disant que le roi n'avait pu faire de son vassal un comte en pareille dignité que lui. Un arrêt du parlement séant à Poitiers, porte que la dame de Laval et son fils aîné Guy XIV, jouiraient des titres et honneurs qui lui avaient été accordés, sauf des droits du comte du Maine. Louis XI, par lettres expresses du 19 novembre 1467, confirma au comte et à ses successeurs les prérogatives accordées par le roi, son père. En 1467, par lettres du 19 novembre, pour l'égaler aux princes du sang, il accorda au comte de Laval le privilège de précéder le chancelier et les prélats du royaume, comme il l'avait accordé aux comtes d'Armagnac, de Foix et de Vendôme.

## Chambre des Comptes
Le roi Louis XI établit une Chambre des Comptes à Laval en 1463. C'est donc vraisemblablement sous Guy XIV que fut établie la chambre des comptes de Laval ; du moins on ne voit pas de comptes rendus à cette chambre par les fermiers et les trésoriers de ce comté avant lui. Elle était composée d'un président, qui est à présent le juge ordinaire, de quatre auditeurs et d'un greffier. Ce privilège est une preuve de la grandeur de la maison de Laval. Tous les receveurs, procureurs ou fermiers du comté y rendaient leurs comptes. Cette juridiction seigneuriale siégeait au chef-lieu du comté.

### Louis XI
« En l'an susdit mil quatre cents Second jour du moys de juillet, Ou tout celuy jour ne fist sec, Partirent plusieurs mesnaigers De Laval et bons estaigers Pour audict Arras demourer, Mais ce ne fut mye sans plourer. Par le commandement du Roy Qui estoit corrompre la loy Dont les aucuns la demourerent Et les autres s'en retournerent. Plusieurs moururent de despit D'avoir laissé leur bon crédit, Leurs parents et leur nation D'aller en autre region. Pouvres gens furent moult chargéz De tailles et bien revaillez De gendarmes de tous langaiges Qui ressemblaient hommes saulvaiges. Ce pais en estoit si couvert Que la nuit n'avoit feu couvert.. ».
Avec son armée puissante, Louis XI en conflit avec Jean II de Valois, passa par Montsûrs; mais il ne s'y arrêta pas. Le roi, en quittant Laval, se réfugia par l'Abbaye de la Roë au mois de septembre 1472 pendant que son armée était devant la Guerche.
À la suite de la mort de Charles le Téméraire, l'armée royale occupa Arras en mai 1477, après plusieurs mois de batailles. Posée 43 000 écus d'indemnité, la ville se vida rapidement. Louis XI voulut la repeupler de gens mecquaniques de tous estats, mestiers et vacations  empruntés aux principales villes de France. Laval dut fournir son contingent qui part le 2 juillet 1477. Ils arrivèrent dans la ville désolée, et bien peu y demeurèrent malgré les privilèges étendus qui leur y étaient offerts. Très peu néanmoins revinrent dans leur ville natale.

## Grande charte de distraction
À la mort de Charles IV d'Anjou, comte du Maine, dernier de la maison d'Anjou, ces provinces retournèrent à la couronne par la loi d'apanage. Louis XI ajouta dans la suite, par lettres de janvier 1482 données à Thouars, celle de distraire le comté de Laval du comté du Maine pour être dans la mouvance immédiate de la couronne, avec pouvoir de nommer à tous les offices royaux qui se trouvaient dans son district. Il y fut ajouté l'attribution de la connaissance des appellations du sénéchal de Laval au parlement de Paris.
Par cette charte appelée la Grande Charte de distraction, le comté de Laval fut à l'avenir, et perpétuellement, tenu et mouvant nuement à foi et hommage lige du roi, à cause de sa couronne, et non à cause de son comté du Maine. La ville chef-lieu eut un bailliage distinct, rapporté ainsi sur les rôles du parlement, Anjou, Maine, Laval, Perche, etc. Le juge de ce siège pouvait se qualifier de bailli et sénéchal de Laval.
En avril 1482, afin qu'il ne restât plus aucune juridiction aux juges du Maine, Louis XI établit à Laval une élection, un grenier à sel, et un juge des exempts et des cas royaux ; ce prince donna aux seigneurs comtes de Laval la nomination aux offices royaux.
Le roi Charles VIII, fils et successeur de Louis XI, ne se contenta pas de confirmer, par lettres données à Blois, au mois de novembre 1483, toutes les grâces que la maison de Laval avait obtenues de son père, il y en ajouta de nouvelles.

## Guerre franco-bretonne

### Calamités et épidémies
« En mil quatre cent quatre vingts Gelerent sitres et tous vins. II fit un yver si terrible, Que d'eschauffer n'estoit possible. Et commença les longs feriers De Nouel qui fust moult divers. Lequel, juc à la Chandeleur, Dura sans aucune challeur.  ».
Les années 1473, 1482, 1484, 1501, furent néanmoins excessivement difficiles. Des maladies contagieuses emportent rapidement un grand nombre d'habitants de Laval.
- L'hiver de 1480 est particulièrement difficile
- En 1482, la mortalité fut générale en France[19]. Elle se fait sentir à Laval et frappe surtout sur le couvent des Cordeliers qui perdit trente religieux. De nombreux pèlerins allant à Saint-Méen en Bretagne passent à Laval; et sont atteints de la maladie régnante[20]. Beaucoup d'autres saisis par une crise subite expiraient le long des grands chemins. Pendant la durée de la contagion, les élèves du collège furent congédiés et les classes demeurèrent interrompues[a 1].
- En 1484, la contagion liée à une épidémie de peste[21] dura de la Pentecôte à Noël; pendant ces six mois elle fit de nombreuses victimes, n'épargnant personne. 500 personnes moururent dans la seule paroisse de Sainte-Melaine.
- En 1501, une plus grande contagion qu'en 1484 liée à une épidémie de peste[22] En 1501 la peste à Laval fait plus de 3000 victimes.
- En 1510, une épidémie de coqueluche[a 2] touche Laval et l'ensemble de la France[23].

Le XVe siècle est marquée par la construction de l'Hôpital et chapelle Saint-Julien de Laval.